# Triesenberg
Triesenberg är en ort och kommun i mellersta Liechtenstein med 2 616 invånare på en yta av 30 km².
Byn är känd för sin distinkta dialekt, ett arv från de Walser som invandrade under medeltiden. Kommunen arbetar även aktivt för att uppmärksamma ortens unika dialekt.
Till ytan sett är Triesenberg den största av Liechtensteins elva kommuner, större än både huvudstaden Vaduz och den befolkningsmässigt största staden Schaan.

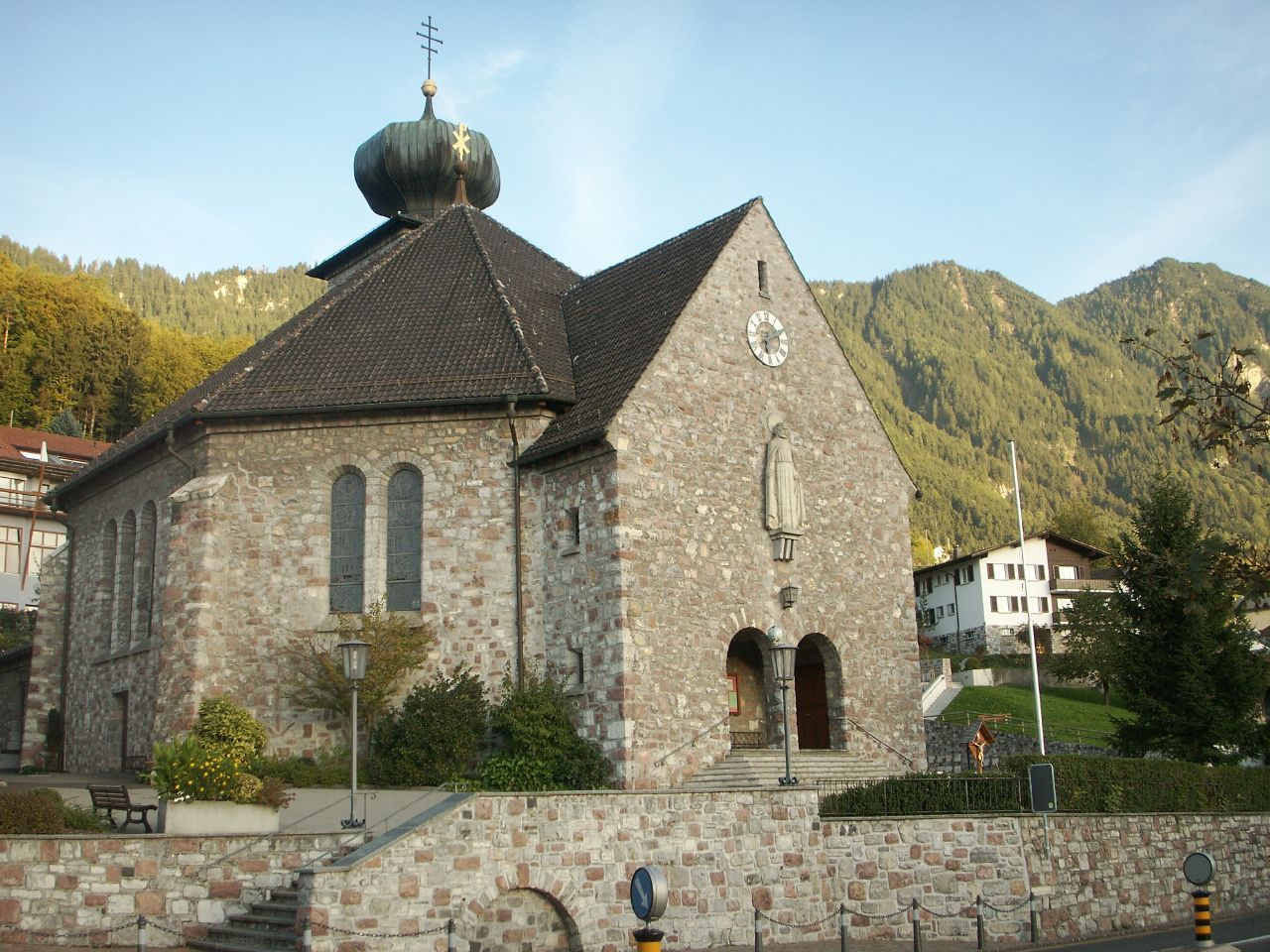
S:t Josephs sockenkyrka i Triesenberg